# Leon Dorantt

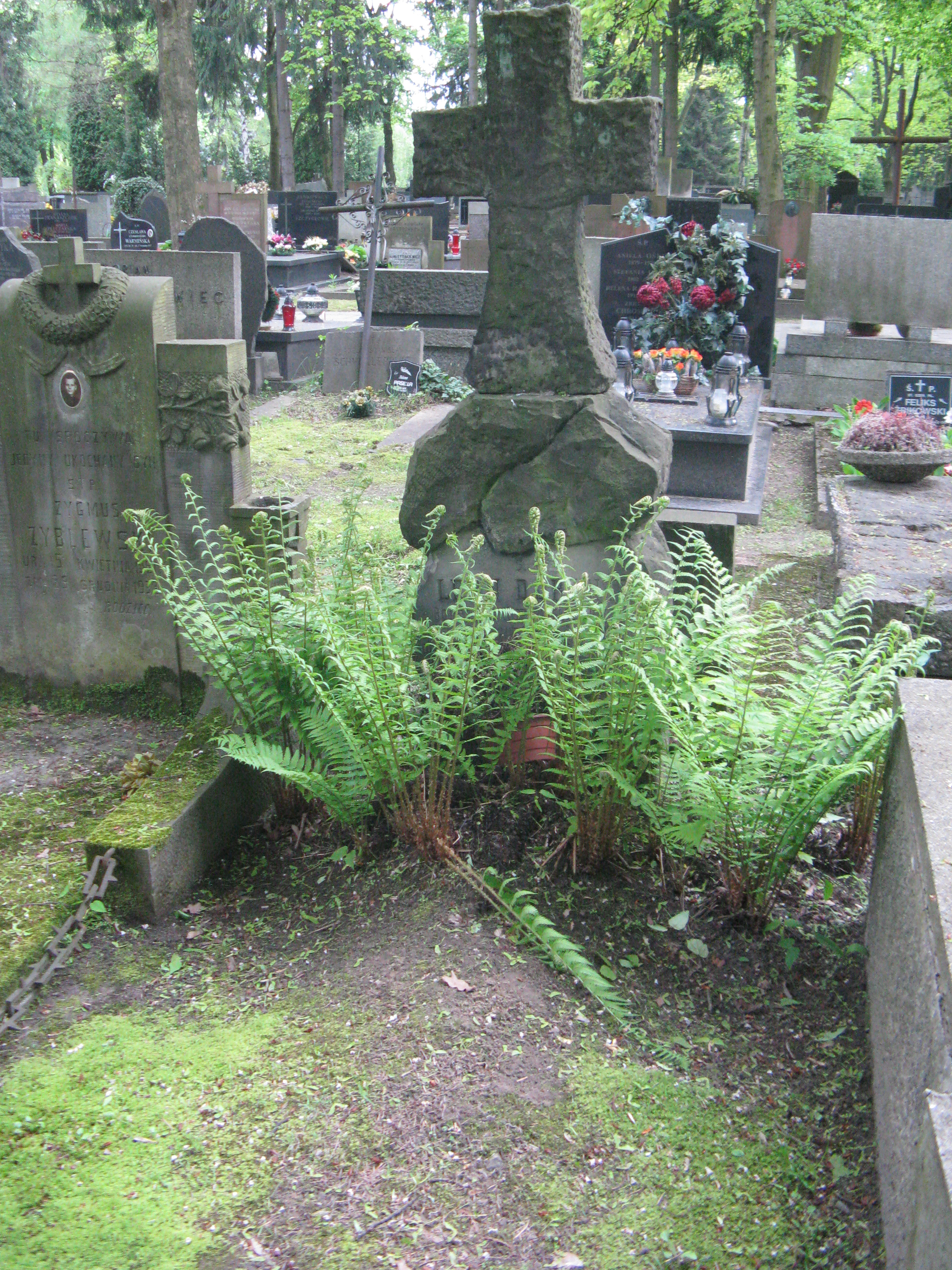
Grób Leona Dorantta na Cmentarzu Wojskowym na Powązkach

Leon Dorantt (ur. 1875 w Warszawie, zm. 1 stycznia 1933 w Warszawie) – sierżant Wojska Polskiego.

## Życiorys
Leon Dorantt urodził się w 1875 w rodzinie Ignacego, powstańca styczniowego i Kazimiery ze Szmidtów. Od wczesnej młodości rozpoczął pracę konspiracyjną w szeregach Polskiej Partii Socjalistycznej razem z Konradem Jeziorowskim. W 1894 został po raz pierwszy aresztowany za uczestnictwo w manifestacji patriotycznej ku czci Jana Kilińskiego. Po uwolnieniu kontynuował działalność partyjną i konspiracyjną na warszawskiej Woli. Tam na tajnych zgromadzeniach po raz pierwszy zetknął się z towarzyszami: „Wiktorem” i „Gustawem”.
W 1901 został aresztowany po raz drugi, osadzony w X Pawilonie Cytadeli Warszawskiej, a następnie administracyjnie zesłany na sześć lat do Odessy. Na zesłaniu w dalszym ciągu kontynuował działalność w PPS. W czerwcu 1905, w związku z wydarzeniami rewolucyjnymi w Odessie i buntem załogi pancernika „Potiomkin”, został aresztowany po raz trzeci. Zbiegł do Galicji za co został zaocznie skazany na karę śmierci. Był członkiem PPS-Frakcji Rewolucyjnej i Organizacji Bojowej PPS.
W czasie I wojny światowej był podoficerem I Brygady Legionów Polskich, a następnie członkiem Polskiej Organizacji Wojskowej. Od 13 sierpnia 1914 walczył w szeregach 1 pułku piechoty Legionów Polskich, a od 10 września do 20 listopada 1915 w 6 pułku piechoty. Od 13 października 1916, po powrocie z urlopu ozdrowieńczego, pełnił służbę w szpitalu legionowym w Lublinie. W marcu 1917 został odkomenderowany do Krajowego Inspektoratu Zaciągu celem pełnienia służby werbunkowej i jednocześnie prowadzenia działalności konspiracyjnej, jako emisariusz POW.
Zimą 1918, u zarania niepodległości, był członkiem Milicji Ludowej PPS. W 1920 wziął czynny udział w akcji plebiscytowej na Spiszu i Orawie. Po zakończeniu działań wojennych był pracownikiem wojska zatrudnionym w Warsztatach Amunicyjnych Nr 1 w forcie Bema oraz członkiem Zarządu Okręgowego Związku Legionistów Polskich w Warszawie. Zmarł 1 stycznia 1933 w sali weteranów Szpitala Ujazdowskiego w Warszawie. Pochowany 5 stycznia 1933 na Cmentarzu Wojskowym na Powązkach (kwatera 19B-5-13). Odznaczony Krzyżem Niepodległości z Mieczami i odznaką pamiątkową I Brygady Legionów „Za wierną służbę”.
W przeddzień śmierci Leon Dorantt prosił o przesłanie Marszałkowi Piłsudskiemu następującego oświadczenia „Melduję swoje odejście z szeregu na zawsze; w ostatnich chwilach życia myślą jestem przy Tobie - Komendancie”.